# Caltadria
Caltadria (łac. Diocesis  Caltadriensis) – stolica historycznej diecezji we Cesarstwie rzymskim w prowincji Mauretania Cezarensis, zlikwidowana w VII w. podczas ekspansji islamskiej, współcześnie w północnej Algierii. Obecnie katolickie biskupstwo tytularne. 

## Biskupi tytularni
| Lp. | Biskup                    | Funkcja                                 | Od               | Do             |
| --- | ------------------------- | --------------------------------------- | ---------------- | -------------- |
| 1   | Carlos Anasagasti Zulueta | wikariusz apostolski El Beni (Boliwia)  | 29 czerwca 1953  | 26 lipca 1998  |
| 2   | Josip Mrzljak             | biskup pomocniczy Zagrzebia (Chorwacja) | 29 grudnia 1998  | 20 marca 2007  |
| 3   | César Daniel Fernández    | biskup pomocniczy Parany (Argentyna)    | 20 września 2007 | 7 czerwca 2012 |
| 4   | Gregory Bittman           | biskup pomocniczy Edmonton (Kanada)     | 14 lipca 2012    | 13 lutego 2018 |
| 5   | Janusz Ostrowski          | biskup pomocniczy warmiński             | 27 lutego 2018   |                |